# Бер (Алье)
Бер (фр. Bert) — коммуна во Франции, находится в регионе Овернь. Департамент коммуны — Алье. Входит в состав кантона Жалиньи-сюр-Бебр. Округ коммуны — Виши.
Код INSEE коммуны — 03024.

## Население
Население коммуны на 2008 год составляло 272 человека.
| 1962 | 1968 | 1975 | 1982 | 1990 | 1999 | 2008 |
| ---- | ---- | ---- | ---- | ---- | ---- | ---- |
| 481  | 514  | 415  | 410  | 315  | 273  | 272  |

## Экономика
В 2007 году среди 162 человек в трудоспособном возрасте (15—64 лет) 101 были экономически активными, 61 — неактивными (показатель активности — 62,3 %, в 1999 году было 64,2 %). Из 101 активных работали 78 человек (46 мужчин и 32 женщины), безработных было 23 (14 мужчин и 9 женщин). Среди 61 неактивного 9 человек были учениками или студентами, 31 — пенсионерами, 21 были неактивными по другим причинам.

## Достопримечательности
- Романская церковь XI—XII веков
- Старый рудник